# جان بارتل
جان بارتل (بالإنجليزية: Jean Bartel)‏ هي عارضة وممثلة أمريكية، ولدت في 26 أكتوبر 1923 في لوس أنجلوس في الولايات المتحدة، وتوفيت في 6 مارس 2011 في برينتوود في الولايات المتحدة بسبب مرض.

## وصلات خارجية
- جان بارتل على موقع IMDb (الإنجليزية)
- جان بارتل على موقع قاعدة بيانات برودواي على الإنترنت (الإنجليزية)
- جان بارتل على موقع قاعدة بيانات الأفلام السويدية (السويدية)
- جان بارتل على موقع كينوبويسك (الروسية)